# Лейлані-Естейтс (Гаваї)
Лейлані-Естейтс (англ. Leilani Estates) — переписна місцевість (CDP) в США, в окрузі Гаваї штату Гаваї. Населення — 1139 осіб (2020).

## Географія
Лейлані-Естейтс розташоване за координатами 19°27′57″ пн. ш. 154°54′57″ зх. д. / 19.46583° пн. ш. 154.91583° зх. д. (19.465847, -154.915744).  За даними Бюро перепису населення США в 2010 році переписна місцевість мала площу 10,45 км², уся площа — суходіл.

## Демографія
Згідно з переписом 2010 року, у переписній місцевості мешкало 1560 осіб у 696 домогосподарствах у складі 379 родин. Густота населення становила 149 осіб/км².  Було 807 помешкань (77/км²).
Расовий склад населення:
| - 63,4 % — білих - 6,2 % — вихідців з тихоокеанських островів - 6,1 % — азіатів - 1,8 % — корінних американців - 1,3 % — чорних або афроамериканців - 1,2 % — осіб інших рас |

До двох чи більше рас належало 20,0 %. Частка іспаномовних становила 9,8 % від усіх жителів.
За віковим діапазоном населення розподілялося таким чином: 17,4 % — особи молодші 18 років, 69,2 % — особи у віці 18—64 років, 13,4 % — особи у віці 65 років та старші. Медіана віку мешканця становила 47,4 року. На 100 осіб жіночої статі у переписній місцевості припадало 113,1 чоловіків;  на 100 жінок у віці від 18 років та старших — 110,1 чоловіків також старших 18 років.
Середній дохід на одне домашнє господарство  становив 45 107 доларів США (медіана — 32 011), а середній дохід на одну сім'ю — 56 017 доларів (медіана — 50 938). Медіана доходів становила 50 556 доларів для чоловіків та 31 731 долар для жінок. За межею бідності перебувало 28,5 % осіб, у тому числі 49,0 % дітей у віці до 18 років та 13,6 % осіб у віці 65 років та старших.
Цивільне працевлаштоване населення становило 560 осіб. Основні галузі зайнятості: освіта, охорона здоров'я та соціальна допомога — 32,7 %, будівництво — 13,8 %, науковці, спеціалісти, менеджери — 10,9 %, роздрібна торгівля — 9,3 %.